# 熊成章

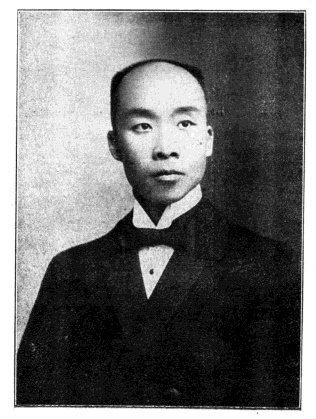
《民国之精华》中的熊成章照片

熊成章（1885年—约1930年），字斐然，四川华阳（今属双流）人。中国民主革命家、中华民国政治人物、学者。

## 生平
熊成章于清朝光绪卅一年（1905年）留学日本，在早稻田大学学习。1906年，熊成章加入同盟会。回中国后，熊成章曾任清朝高等检察厅检察官。1912年，熊成章任孙中山的中华民国临时大总统府秘书，并任南京临时参议院、北京临时参议院议员。1913年，熊成章被选为民元国会众议院议员。后来，熊成章曾任四川岷江法政专门学校校长兼教授。约1930年逝世。